# Classique hivernale de la LNH 2011
Match précédent Match suivant
L’édition 2011 est la quatrième édition de la Classique hivernale de la LNH, en anglais : 2011 NHL Winter Classic, une partie annuelle de hockey sur glace disputée à l'extérieur en Amérique du Nord. La partie oppose les Penguins de Pittsburgh aux Capitals de Washington et est jouée le 1er janvier 2011 au Heinz Field de Pittsburgh en Pennsylvanie devant 68 011 personnes.

## Effectifs
| No | Joueur               | Position       |
| -- | -------------------- | -------------- |
| 1  | Semion Varlamov      | Gardien de but |
| 4  | John Erskine         | Défenseur      |
| 8  | Aleksandr Ovetchkine | Ailier gauche  |
| 16 | Eric Fehr            | Ailier droit   |
| 19 | Nicklas Bäckström    | Centre         |
| 21 | Brooks Laich         | Ailier gauche  |
| 22 | Mike Knuble          | Ailier droit   |
| 23 | Scott Hannan         | Défenseur      |
| 25 | Jason Chimera        | Ailier gauche  |
| 26 | Matt Hendricks       | Ailier gauche  |
| 27 | Karl Alzner          | Défenseur      |
| 28 | Aleksandr Siomine    | Ailier droit   |
| 30 | Michal Neuvirth      | Gardien de but |
| 39 | David Steckel        | Centre         |
| 52 | Mike Green           | Défenseur      |
| 55 | Jeff Schultz         | Défenseur      |
| 74 | John Carlson         | Défenseur      |
| 83 | Jay Beagle           | Centre         |
| 85 | Mathieu Perreault    | Centre         |
| 90 | Marcus Johansson     | Centre         |

| No | Joueur            | Position       |
| -- | ----------------- | -------------- |
| 1  | Brent Johnson     | Gardien de but |
| 3  | Alex Goligoski    | Défenseur      |
| 4  | Zbyněk Michálek   | Défenseur      |
| 5  | Deryk Engelland   | Défenseur      |
| 7  | Paul Martin       | Défenseur      |
| 9  | Pascal Dupuis     | Ailier droit   |
| 10 | Mark Letestu      | Centre         |
| 11 | Jordan Staal      | Centre         |
| 14 | Chris Kunitz      | Ailier gauche  |
| 17 | Michael Rupp      | Centre         |
| 24 | Matt Cooke        | Ailier gauche  |
| 25 | Maxime Talbot     | Ailier gauche  |
| 27 | Craig Adams       | Ailier droit   |
| 29 | Marc-André Fleury | Gardien de but |
| 44 | Brooks Orpik      | Défenseur      |
| 45 | Arron Asham       | Ailier gauche  |
| 48 | Tyler Kennedy     | Ailier droit   |
| 58 | Kristopher Letang | Défenseur      |
| 71 | Ievgueni Malkine  | Centre         |
| 87 | Sidney Crosby     | Centre         |

## Feuille de match
| 1er janvier 2011 | Penguins de Pittsburgh | 1-3 (0-0, 1-2, 0-1) | Capitals de Washington | Heinz Field 68 011 spectateurs |

| Feuille de match | Feuille de match                         | Feuille de match | Feuille de match | Feuille de match                                                       |
| ---------------- | ---------------------------------------- | ---------------- | --- | ---------------------------------------------------------------------- |
|                  | Malkine (Letang, Fleury) — 22 min 13 s - | 1–0 1–1 1–2 1-3  | - Knuble (Backström, Green) — 26 min 54 s (SN) – Fehr (Johansson) — 34 min 45 s Fehr (Chimera, Erskine) — 51 min 59 s | Arbitrage : Paul Devorski, Stephen Walkom Pierre Champoux, Derek Amell |
| Fleury           | Gardiens                                 | Varlamov         | | Arbitrage : Paul Devorski, Stephen Walkom Pierre Champoux, Derek Amell |
| 9 min            | Pénalités                                | 13 min           | | Arbitrage : Paul Devorski, Stephen Walkom Pierre Champoux, Derek Amell |
| 33               | Tirs                                     | 32               | | Arbitrage : Paul Devorski, Stephen Walkom Pierre Champoux, Derek Amell |